# Vánočka

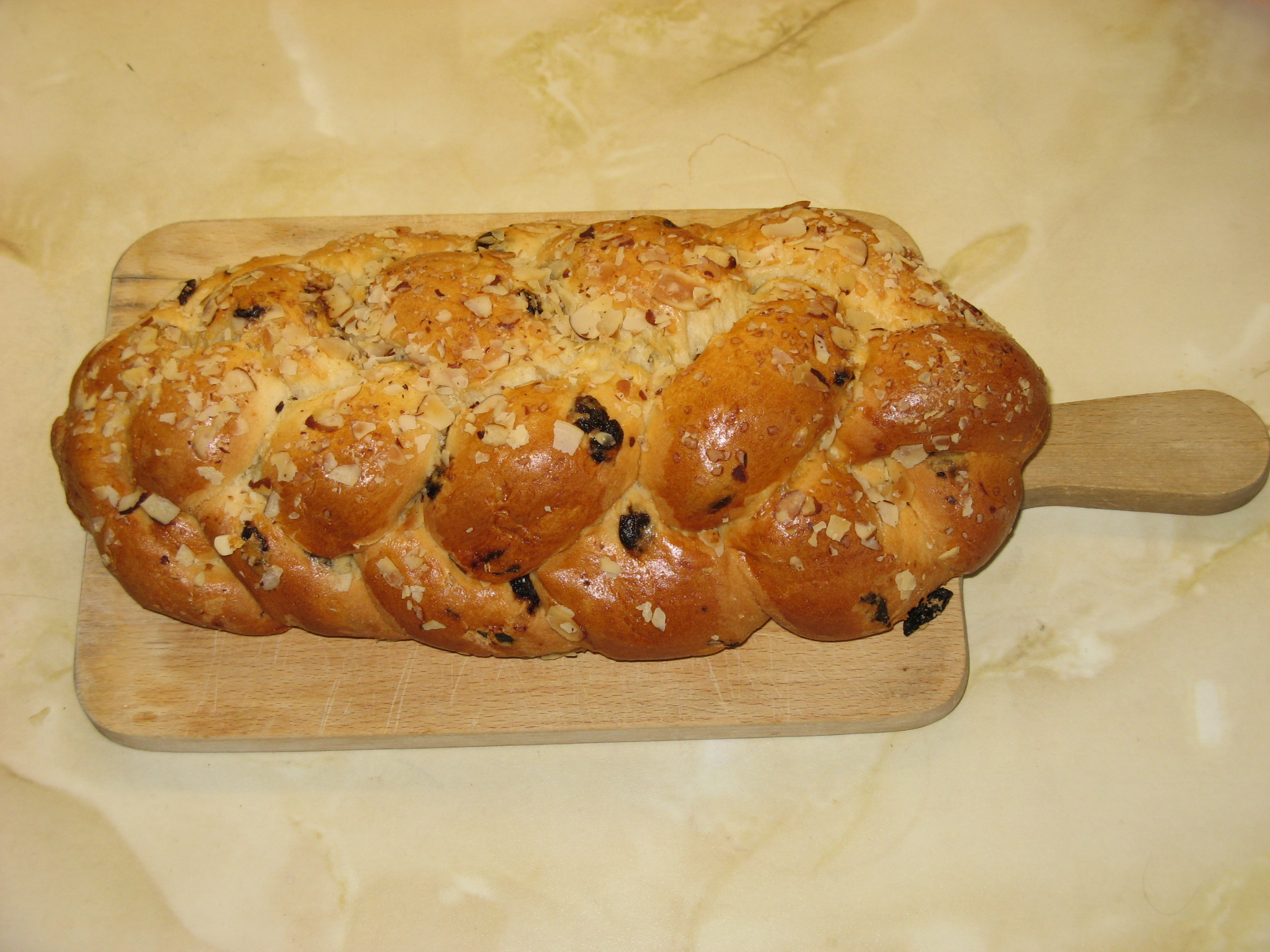
Vánočka.

La vánočka es un pan tradicional checo, típico de Navidad. Es rico en huevo y mantequilla, lo que lo hace parecido al brioche. La piel de limón y la nuez moscada añaden color y sabor, conteniendo también la masa pasas y almendras, que se trenza como un jalá. La vánočka puede elaborarse a partir de tres trenzas cada vez más pequeñas, lo que a veces se interpreta como una escultura tosca del Niño Jesús envuelto en un manto y tumbado en un pesebre.
Tiene una reputación de ser difícil de preparar, por lo que en muchas casas el proceso tiene asociadas supersticiones y costumbres especiales. Cuando se hace vánočka, se dice que debe pensarse en alguien querido. Otra costumbre es evitar tocar con plata u otro metal la vánočka. Por último, la persona que hace la vánočka debe dar saltos mientras la masa sube.